# قطعنامه ۱۸۸۷ شورای امنیت
قطعنامه  ۱۸۸۷ شورای امنیت سازمان ملل متحد که در تاریخ ۲۴ سپتامبر ۲۰۰۹ تصویب شد، سندی بین‌المللی دربارهٔ حفظ صلح و امنیت بین‌المللی عدم گسترش هسته‌ای و خلع سلاح هسته‌ای است. این قطعنامه طی نشست ۶۱۹۱ام با ۱۵ رای موافق، ۰ مخالف و ۰ ممتنع تصویب شد.